# 田村知佳 (声優)
田村 知佳（たむら ちか、1984年2月5日 - ）は、日本の女性声優。ゆーりんプロ所属。大阪府出身。

## 略歴
幼い頃からアニメなどが好きで、初めて職業としての声優を認識したのは小学生くらいの頃だったという。「ひとりでいろんな人物になれる」ということを経験してみたい、と思ったのが、声優を目指すきっかけになったという。
よこざわけい子 声優・ナレータースクール14期生。

## 人物
趣味はトイカメラ、音楽鑑賞、地域限定ストラップ集め、プロレス観戦。特技は水泳。
資格は書写検定、硬筆・毛筆書写検定3。尊敬する声優は、緒方恵美。
座右の銘は「十人十色」。好きな言葉は「人は自分を写す鏡である」。

## 出演作品

### テレビアニメ
- とある科学の超電磁砲（2010年、子供）
- FORTUNE ARTERIAL 赤い約束（2010年、女子生徒）

### OVA
- “文学少女”メモワールIII -恋する乙女の狂想曲-（ミキ）

### 劇場版アニメ
- 劇場版“文学少女”（ミキ）

### ゲーム
- ATOM（ATOM）
- Canvas3
- THE歩兵２

### 外画
- ミッシング -サイキック捜査官-第3シーズン
- チャットルーム（エミリー）

### ラジオ
- 岩田光央・鈴村健一 スウィートイグニッション（アシスタントパーソナリティー）

### ドラマCD
- “文学少女”シリーズ（ミキ）
  - “文学少女”と死にたがりの道化【前篇】
  - “文学少女”と飢え渇く幽霊【前篇】

### ナレーション
- つづきショップナビ

### 舞台
- AMG学院プロデュース公演
  - クイズ・チャンネル
  - 僕を見つけて、君を見つけて
- ゆーりんプロデュース公演
  - 平成19年 神々のトロイア